# Copa d'Europa de futbol 1960-61
La Copa d'Europa de futbol 1960-61 fou la sisena edició en la història de la competició. Es disputà entre l'octubre de 1960 i el maig de 1961, amb la participació inicial de 28 equips de 27 federacions diferents.
La competició fou guanyada pel SL Benfica portuguès a la final davant del FC Barcelona, per 3 a 2, en una disputada final al Wankdorfstadion de Berna, on el conjunt blau i grana es marcà un gol en pròpia porta i envià quatre pilotes als pals rivals. Cal destacar que el Barça fou el primer conjunt capaç d'eliminar el Reial Madrid de la competició.

## Ronda preliminar
| Equip 1                  | Global | Equip 2                | Anada | Tornada |
| ------------------------ | ------ | ---------------------- | ----- | ------- |
| Hearts                   | 1-5    | SL Benfica             | 1-2   | 0-3     |
| Estrella Roja de Belgrad | 1-5    | Újpesti Dózsa          | 1-2   | 0-3     |
| Fredrikstad              | 4-3    | AFC Ajax               | 4-3   | 0-0     |
| AGF                      | 3-1    | Legia Varsòvia         | 3-0   | 0-1     |
| Juventus FC              | 3-4    | CDNA Sofia             | 2-0   | 1-4     |
| HIFK                     | 2-5    | IFK Malmö              | 1-3   | 1-2     |
| Rapid Viena              | 4-1    | Beşiktaş JK            | 4-0   | 0-1     |
| Limerick FC              | 2-9    | Young Boys             | 0-5   | 2-4     |
| CCA Bucarest             | (abd)  | Spartak Hradec Králové | -     | -       |
| Glenavon FC              | (abd)  | Wismut Karl Marx Stadt | -     | -       |
| Stade Reims              | 11-1   | Jeunesse Esch          | 6-1   | 5-0     |
| FC Barcelona             | 5-0    | Lierse SK              | 2-0   | 3-0     |

## Primera ronda
| Equip 1                | Global | Equip 2                | Anada | Tornada |
| ---------------------- | ------ | ---------------------- | ----- | ------- |
| SL Benfica             | 7-4    | Újpesti Dózsa          | 6-2   | 1-2     |
| AGF                    | 4-0    | Fredrikstad            | 3-0   | 1-0     |
| Rapid Viena            | 3-3¹   | Wismut Karl Marx Stadt | 3-1   | 0-2     |
| IFK Malmö              | 2-1    | CDNA Sofia             | 1-0   | 1-1     |
| Reial Madrid           | 3-4    | FC Barcelona           | 2-2   | 1-2     |
| Spartak Hradec Králové | 1-0    | Panathinaikos FC       | 1-0   | 0-0     |
| Burnley FC             | 4-3    | Stade Reims            | 2-0   | 2-3     |
| Young Boys             | 3-8    | Hamburger SV           | 0-5   | 3-3     |

¹ El Rapid Wien derrotà el Wismut Karl Marx Stadt 1-0 en el partit de desempat per accedir a la segona ronda.

## Quarts de final
| Equip 1      | Global | Equip 2                | Anada | Tornada |
| ------------ | ------ | ---------------------- | ----- | ------- |
| AGF          | 2-7    | SL Benfica             | 1-4   | 1-3     |
| Rapid Viena  | 4-0    | IFK Malmö              | 2-0   | 2-0     |
| FC Barcelona | 5-1    | Spartak Hradec Králové | 4-0   | 1-1     |
| Burnley FC   | 4-5    | Hamburger SV           | 3-1   | 1-4     |

## Semifinals
| Equip 1      | Global | Equip 2      | Anada | Tornada |
| ------------ | ------ | ------------ | ----- | ------- |
| SL Benfica   | 4-1    | Rapid Viena  | 3-0   | 1-1     |
| FC Barcelona | 2-2¹   | Hamburger SV | 1-0   | 1-2     |

¹El Barça derrotà l'Hamburg 1-0 en el partit de desempat per accedir a la final.

## Final
| SL Benfica                                    | 3 – 2 | FC Barcelona            |
| --------------------------------------------- | ----- | ----------------------- |
| Águas 30' · Ramallets 32' (p.p.) · Coluna 55' |       | Kocsis 20' · Czibor 75' |

| Guanyador de la Copa d'Europa 1960-61 |
| ------------------------------------- |
| SL Benfica Primer títol               |